# Mohammadzai
Mohammadzai (en pastún: محمد زی, «hijo de Mahoma») es el nombre de varias tribus pastunes en Afganistán, Pakistán e Irán.
Un prominente grupo de Mohammadzai, perteneciente a la rama Barakzai del Imperio durrani, asentaron principalmente su gobierno en torno al distrito de Kandahar. También se los podían encontrar en otras provincias entre Afganistán y la frontera en la provincia de Baluchistán de Pakistán, lugar donde muchos Mohammadzai vivieron.

## Distribución

### Afganistán
Las Tribus Mohammadzai se encuentran en los distritos Arghistan y Maruf, de la provincia de Kandahar, las provincias de  Kabul,  Herāt,  Kunduz,  Ningarhar,  Takhar, Rostak y  Faryab, y las ciudades de Maymanah, Mazari Sharif, y Baglán

### Pakistán
En Pakistán, tribus con esta denominación se pueden encontrar en Baluchistán y Charsadda, Jaiber Pajtunjuá. Otras colonias importantes se han asentado los principales centros urbanos del país. Comunidades notables se encuentran en Peshawar, Karachi y Lahore. En Baluchistán viven en Chaghi, Khuzdar, Wadh, Kalat, Dasht E Goran y Quetta.En Chaghi su principal área es RekoDiq Siarek. También se localizan en Peshawar, en la carretera Dalazak en el pueblo de Mohammadzai. En el distrito de Charsadda, casi el 80% de personas pertenecen a la tribu de Muhammdzai.

## Historia
El ascenso al poder de los Mohammadzai sucedió tras el colapso de la Dinastía Sadozai. Han sido un grupo políticamente activo y bien representados, y ejercieron una influencia considerable en la región durante gran parte de la historia moderna de Afganistán.

## Lenguaje
Los Mohammadzai por lo general usan el dialecto sureño del Pastún. Las elites de esta tribu suelen hablan el dialecto norteño del Pastún en la provincia de Nangarhar. Sin embargo hay muchas Mohammadzai que hablan Persa dari como segunda lengua, especialmente los que viven alrededor de Persia, en Afganistán. Los Mohammadzais de Baluchistán hablar Balochi.

## Políticos
Desde 1826 a 1978, muchos gobernantes de Afganistán fueron de la tribu Mohammadzai, más específicamente de la línea de los Barakzai.
- Emir Dost Mohammed Khan - (Primer Gobernante Mohammadzai)
- Emir Sher Ali Khan - emir de Afganistán
- Emir Sardar Abdul Majid Khan - tatarabuelo de Mohammad Daud Khan y Mohammad Zahir Shah
- Emir Yaqub Khan - emir de Afganistán, firmó el Tratado de Gandamak.
- Emir Abdur Rahman Khan - emir de Afganistán (octubre de 1879/22 de julio de 1880-3 de octubre de 1901)
- Emir Habibulá Khan - emir de Afganistán (3 de octubre de 1901 - 20 de febrero de 1919)
- Emir Amanulá Khan - emir de Afganistán (28 de febrero de 1919 - 1926)
- Rey Amanulá Khan - rey de Afganistán (1926 - 14 de enero de 1929)
- Reina Soraya Tarzi (esposa del Rey Amanulá Khan) (29 de noviembre de 1899 - 20 de abril de 1968).
- Rey Inayatulá Khan (14 de enero de 1929 - 17 de enero de 1929).
- Mahmud Tarzi - Poeta y diplomático. A él se atribuye la modernización de Afganistán.
- Sardar Ghulam Muhammad Tarzi - Poeta y gobernante de Kandahar & Baluchistán.
- Sardar Rahmdil Khan - Gobernante de Kandahar & Baluchistán.
- Sardar Payinda Khan - Gobernante de Kandahar & Baluchistán. Padre de todos los Mohammadzai.
- Rey Mohamed Nadir Shah (17 de octubre de 1929 - 8 de noviembre de 1933).
- Rey Mohamed Zahir Shah (8 de noviembre de 1933 - 17 de julio de 1973.
- Presidente Mohammed Daud Khan (primer presidente afgano) (18 de julio de 1973 - 28 de abril de 1978)